# William James Perry
William James Perry, ameriški častnik, poslovnež, inženir in politik, * 11. oktober 1927.
Perry je bil med 3. februarjem 1994 in 23. januarjem 1997 sekretar za obrambo ZDA.

## Priznanja

### Odlikovanja in nagrade
Leta 1997 je prejel zlati častni znak svobode Republike Slovenije z naslednjo utemeljitvijo: »za zasluge in osebni prispevek pri mednarodnem uveljavljanju Republike Slovenije ter za ohranjanje vrednot zgodovinskega zavezništva med slovenskim in ameriškim narodom iz časa NOB in druge svetovne vojne«.